# Hillborough
Hillborough – wieś w Anglii, w hrabstwie Kent, w dystrykcie Canterbury. Leży 12 km na północny wschód od miasta Canterbury i 92 km na wschód od centrum Londynu.